# Seznam uměleckých realizací ve veřejném prostoru v Libuši
Seznam uměleckých realizací v Libuši v Praze 12 obsahuje tvorbu výtvarných umělců umístěnou ve veřejném prostoru v katastrálním území Libuš. Seznam je řazen podle ulic a nemusí být úplný.

## Seznam uměleckých realizací
| Název               | Fotografie                                                     | Lokace                                                       | Autor                | Rok         | Popis                                               | Poznámka                                             |
| ------------------- | -------------------------------------------------------------- | ------------------------------------------------------------ | -------------------- | ----------- | --------------------------------------------------- | ---------------------------------------------------- |
| Domovní znamení (6) | Kategorie „House signs in K lukám street“ na Wikimedia Commons | K lukám 50°0′30,53″ s. š., 14°27′55,08″ v. d.                | neuveden             | 1984–1989   | domovní znamení, mozaika, měď, štípané sklo         | č.p. 641/26, 642/24, 643/22, 644/20, 645/18 a 646/16 |
| Alenka (†)          |                                                                | Meteorologická 181/2 50°0′19,86″ s. š., 14°27′22,69″ v. d.   | Kurt Gebauer (*1941) | 1985 (1982) | socha, bronz                                        | základní škola, dvůr, odstraněno 2015                |
| Strom               |                                                                | Mirotická 50°0′47,39″ s. š., 14°27′18,19″ v. d.              | neuveden             | 1980–1989   | herní prvek, dřevo, slitiny železa a neželezné kovy | dětské hřiště, vnitroblok Mirotická - Zbudovská      |
| Strom               |                                                                | U zahrádkářské kolonie 50°0′44,56″ s. š., 14°27′1,07″ v. d.  | Jiří Nekola          | 2014        | dřevo                                               | Park U Zahrádkářské kolonie                          |
| Strom - žena        |                                                                | U zahrádkářské kolonie 50°0′43,19″ s. š., 14°26′59,05″ v. d. | Jiří Nekola          | 2014        | dřevo                                               | Park U Zahrádkářské kolonie                          |